# Шаманский, Евгений Владимирович
Евгений Владимирович Шаманский (род. 15 августа 1969, Калининград, Московская область) — российский реставратор и коллекционер автомобильной техники; предприниматель, организатор мебельного производства, меценат.
Основатель и руководитель реставрационного предприятия «Мастерская Евгения Шаманского» (город Королёв); основатель музея ретро-техники — «Музея Техники Евгения Шаманского» (город Мытищи). Владелец ряда уникальных (единственных в мире) единиц отреставрированной советской автомобильной техники. Участник выставок автомобильного антиквариата «Олдтаймер-галерея».

## Биография
Родился 15 августа 1969 года в городе Калининграде Московской области. Воспитывался в детском доме. В 12 лет вернулся к матери. В 1984 году окончил среднюю школу № 1 города Калининграда.
В 1996 году получил высшее образование, окончив Институт Современного Бизнеса по специальности «Экономика и управление предприятием».

### Музейная и выставочная деятельность
О Шаманском:

Впервые за всю историю существования «Олдтаймер-Галереи» в её экспозиции можно было увидеть целую коллекцию советских тракторов — пять полностью восстановленных «тружеников», выпущенных ещё в довоенное время или вскоре после победы, представила на своем стенде «Мастерская Евгения Шаманского». На Западе коллекционирование подобной техники уже давно приобрело популярность, но российские поклонники ретро пока не спешат подражать зарубежным коллегам по увлечению: слишком много трудностей сулит создание подобной коллекции. А вот Евгений Шаманский эти трудности решился преодолеть. Результаты увидели тысячи посетителей нынешней «Олдтаймер-Галереи». В углу зала пять полностью восстановленных ретро-тракторов возрастом от 60 до 85 лет.

Forbes:

Реставрационная мастерская, которую создал Евгений Шаманский в подмосковном Королеве, поражает своей основательностью и масштабом. Только в переоборудование бывшей овощебазы Шаманский вложил порядка $850 000, в мастерской постоянно работают около двадцати человек. Никакой «коммерческой деятельности» она не ведет — здесь создается и обслуживается личная коллекция её владельца.

### Организация реставрационной работы
К 2014 году мастерская Е. Шаманского вернула подлинный вид нескольким десяткам ретро-машин (легковые и грузовые автомобили, мотоциклы, тракторы, танки).

### Участие в выставках
- 21-я выставка ретро-автомобилей «Олдтаймер», «Крокус-Экспо», 7—10 марта 2013[5];
- Выставка автомобильного антиквариата «Олдтаймер-галерея», 2014, Москва[2];
- VII международная специализированная выставка «Московское Тюнинг Шоу», специальная экспозиция, посвященная 70-летию Великой Победы — «Моторы войны», Крокус Экспо, 24-26 апреля 2015[6];
- Международная выставка исторической военной техники «Моторы войны», 18—20 марта 2016, Москва[7];
- Motorsport Expo 2017 NEXT[1], 2—3 декабря, Москва, КВЦ «Сокольники»

## Награды
- Почётная грамота Губернатора Московской области, 2002 — «за многолетнюю плодотворную деятельность и большой вклад в социально-экономическое развитие Московской области»;
- Медаль святого благоверного князя Даниила Московского, 2003, награда Русской православной церкви;
- Знак Губернатора Московской области «За труды и усердие», 2008;
- Почётный гражданин Ногинского района[8] — звание присвоено Решением Совета депутатов Ногинского района № 373/35 от 21.07.2009 г. «за большой вклад в социально-экономическое развитие Ногинского муниципального района»
- Является лауреатом премии «Добрый Ангел мира», учреждённой Международным благотворительным фондом «Меценаты столетия»